# Zé Afonso
José Afonso Moreira Ferreira, conhecido como Zé Afonso (Conceição do Castelo, 7 de novembro de 1971) é um ex-futebolista brasileiro que atuava como centroavante.

## Carreira
Iniciou no Rio Branco de Venda Nova, onde foi vice-campeão e artilheiro do Capixabão em 1995.
Passou pelo Linhares Esporte Clube, também do Espirito Santo, até chegar ao Grêmio em julho de 1996, onde foi campeão brasileiro naquele ano.
Depois passou por outros times brasileiros (União São João, Botafogo-SP, América Mineiro e Atlético Paranaense) até atuar no Belenenses, em Portugal, na temporada 2001/2002.
De volta ao Brasil, atuou pelo Guarani (2002) e Remo (2003), indo para o Kazma Sporting Club, do Kuwait.
Nos últimos anos, atuou por diversos times: Santa Cruz, Estrela do Norte, Vitória-ES, Desportiva Capixaba, Operário-MS.
Em 2010, jogava novamente pelo Desportiva Capixaba.
Em 2012 e 2013 atuou pelo Castelo, pela segunda divisão do Campeonato Capixaba.
Em 2012, foi candidato vereador na cidade de Conceição do Castelo, pelo PSB. Em 2013, foi nomeado Secretário Municipal de Cultura, Turismo, Esporte e Lazer de Conceição do Castelo.
Após 20 anos, em 2016, voltou ao clube onde começou a sua carreira, Rio Branco de Venda Nova, para, aos 44 anos, jogar o Campeonato Capixaba - Série B.

## Títulos
Grêmio
- Campeonato Gaúcho: 1999
- Campeonato Brasileiro: 1996[3]
- Copa do Brasil: 1997
- Copa Sul: 1999

Remo
- Campeonato Paraense: 2003

## Artilharia
- Campeonato Capixaba: em 1995 pelo Rio Branco de Venda Nova e em 1996 pelo Linhares.